# Howard Brothers
Pour les articles homonymes, voir Howard.
 (mars 2018).
Willie Howard (13 avril 1883 - 14 janvier 1949) et Eugene Howard (7 juillet 1880 - 1er août 1965), plus connus sous l'expression Frères Howard, sont des artistes américains de vaudeville de la première moitié du XXe siècle, d'origine silésienne. Ils ont été les deux premiers artistes ouvertement juifs de la scène américaine.[réf. nécessaire]
Après s'être produits dans des compétitions amateurs de spectacle nocturnes, les frères commencèrent des carrières séparées. Rapidement, ils apparurent ensemble dans des pièces burlesques et de vaudeville, où, en l'espace d'une décennie, ils réussiront à établir leur réputation. Les frères ont été embauchés par la famille Shubert en 1912 pour se produire dans une série de revues sur Broadway appelée Le Passing Show durant dix années. Ils ont poursuivi par une autre série de revues populaires de Broadway dans les années 1920 et 1930 appelée George White's Scandals. Ils sont apparus dans quelques autres comédies musicales de Broadway, tel que Girl Crazy. Entre ces saisons à Broadway, ils ont continué à être très sollicité sur la scène du vaudeville et quelques films (souvent des courts métrages). Dans les années 1940, Willie tient toujours le premier rôle dans des revues et des comédies musicales et fait des numéros dans les vaudevilles et dans les boîtes de nuit.

## Biographie

### Enfance et carrières
Isidore et Wilhelm Levkowitz sont nés dans le quartier de Neustadt, dans la partie allemande de la Silésie, de l'union de Léopold Levkowitz et de sa seconde épouse, Pauline (née Glass), qui auront six enfants (trois garçons et trois filles). La famille immigre à New York et s'installe à Harlem vers 1886. Leur père est un Juif de Hazzan, qui a enseigné à ses fils à chanter, en espérant qu'ils suivent sa profession. Toutefois, les deux garçons ont été intrigués par la scène. Les frères, surtout Willie, réalisent en amateurs des spectacles nocturnes dans les maisons locales de burlesque. Leur père est déçu par leur choix de carrière : il voulait qu'Eugène devienne médecin et s'inquiétait au sujet de Willie parce qu'il se comportait mal à l'école. Leur père a changé d'avis lorsqu'il les vit avoir du succès et leur aurait même demandé des conseils sur la façon d'entrer dans le show-business.
Eugène fait des études de commerce, mais décide de monter sur scène. Dans ses premières tentatives, il se baptise Harry Lee, Phenomenal Boy Teno. Son premier emploi dans un théâtre professionnel, en 1900, est d'être choriste dans une comédie musicale de Broadway, A Million Dollars. En entendant son nom au moment de son embauche, le gestionnaire lui suggère que Eugène Howard serait un nom plus approprié, et Isidore l'adopte définitivement. Plus tard dans l'année, il décroche un petit rôle dans une pièce de Broadway inspiré de Quo vadis. Ensuite, il est dans le chœur de The Strollers, et, en 1902, il joue l'un des jumeaux portugais dans une tournée de la comédie musicale The Belle of New York. Pendant ce temps, Willie a son premier contrat en 1897 et chante comme contreténor dans la galerie du Lyon Palais sur 110e[incompréhensible],. Il est engagé dans les années 1900 comme chanson-plugger[Quoi ?]. Il distribue de l'eau à des clients. Il va à l'école en parallèle et doit partir plus tôt pour travailler durant le spectacle de 15:15. Il est bientôt engagé à faire de même pendant des représentations en-dehors de New York de The Little Duchess (1901), mais il est licencié après la soirée d'ouverture, alors que sa voix commence à muer. Pour compenser la perte temporaire de sa voix, il commence à faire des imitations et à utiliser le nom de Willie Howard sur scène. Il envisage même durant cette année décisif d'apprendre la boxe et apparait brièvement en Kid Lefko[Quoi ?]. Il étudie aussi à Cooper Union college.
Eugène et Willie se produient ensuite brièvement avec leur frère cadet, plus tard connu sous le nom de Sam Howard, dans les restaurants et les musées. Ils forment Harry Lee (Eugène) and Lee Brothers. En 1902, Eugène et Willie, avec un ami, Thomas Potter Dunne, créent The Messenger Boys Trio.

## Discographie de Willie Howard

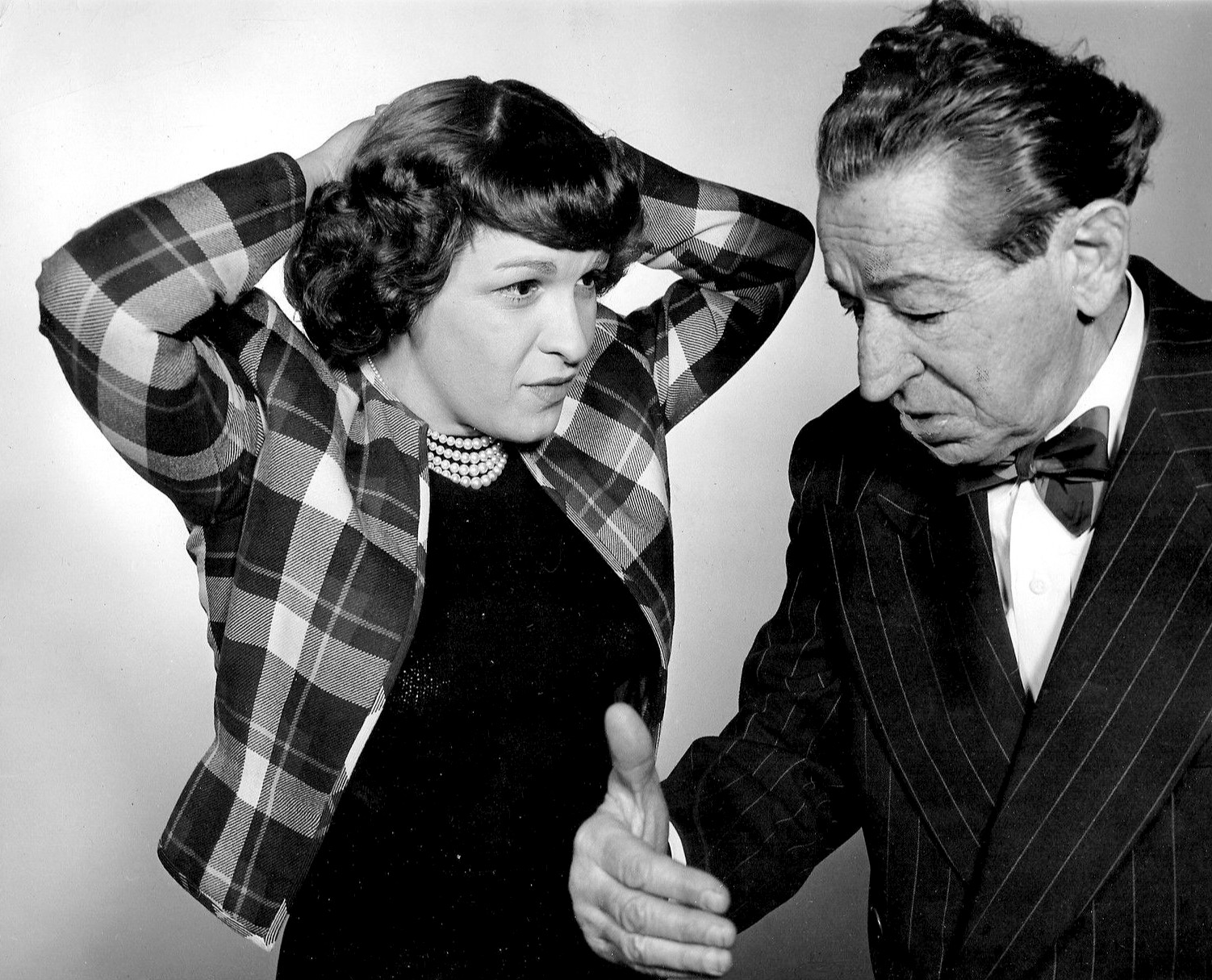
Willie Howard et Nancy Walker dans une photo publicitaire pour Along Fifth Avenue en 1948.

Willie Howard a enregistré plusieurs chansons :
- My Yiddishe Momme (1925)
- Le Barbier de Séville (Sky High) (1925)
- Let It Rain (à partir du Haut dans le Ciel) (1925)
- Willie Howard en tant que Professeur Pierre Marquette (avec Al Kelly et l'Orchestre Ruby Melnick)
- Salé-Saul-Pierre (avec l'Orchestre Ruby Melnick)
- Willie Howard dans Album of Comedy et Songs (1942, avec inclus French Taught in a Hurry, Tyrone Shapiro, The Bronx Caballero, Moscow Art Players, Comes the Revolution! et les imitations de George Jessel, Al Jolson et Eddie Cantor)

## Décès
Willie souffre d'une maladie du foie durant six semaines et tombe malade au cours d'essais à Philadelphie pour un spectacle à Broadway Along Fifth Avenue. Il meurt la veille de la première à New York, en 1949, à l'âge de 65 ans. Son épouse Emily (née Miles) lui survit. Ils n'avaient pas d'enfants. Il est enterré à Paramus, New Jersey, au Cedar Park Cemetery, Emerson.
Eugène, qui a vécu à Jackson Heights, dans le Queens, meurt en 1965 à l'Hôpital Park West, à New York, à l'âge de 84 ans. Il est précédé dans la mort par sa femme, Maud (née Fisher), qu'il avait épousée en 1910, morte en 1964.